# Case départ (film, 2003)
Pour les articles homonymes, voir Case départ.
Pour plus de détails, voir Fiche technique et Distribution.
Case départ (What Alice Found) est un film américain réalisé par A. Dean Bell, sorti en 2003.

## Fiche technique
- Titre original : What Alice Found
- Titre français : Case départ
- Réalisation : A. Dean Bell
- Scénario : A. Dean Bell
- Pays d'origine :  États-Unis
- Format : Couleur ; 35mm ; 1.85 : 1 ; Son stéréo
- Genre : Film dramatique, Film policier
- Durée : 96 minutes
- Date de sortie : 2003

## Distribution
- Judith Ivey : Sandra
- Bill Raymond : Bill
- Emily Grace : Alice
- Jane Lincoln Taylor : Sally
- Justin Parkinson : Sam
- Katheryn Winnick : Julie

## Récompenses et distinctions
- Grand prix au Festival du cinéma américain de Deauville 2003